# Chantal Simonot
Pour les articles homonymes, voir Simonot.
Chantal Simonot, née le 22 septembre 1962  à Besançon, est une femme politique française.

## Biographie
Elle est députée européenne (FN, non-inscrite) du 20 juillet au 30 septembre 2004, date à laquelle a pris effet sa démission. Elle fut membre de la commission des transports et du tourisme ainsi que de la délégation pour les relations avec la Péninsule coréenne.
Elle est candidate aux élections cantonales de 2008 dans le canton de Trévières.